# Programa Cujo Nome Estamos Legalmente Impedidos de Dizer

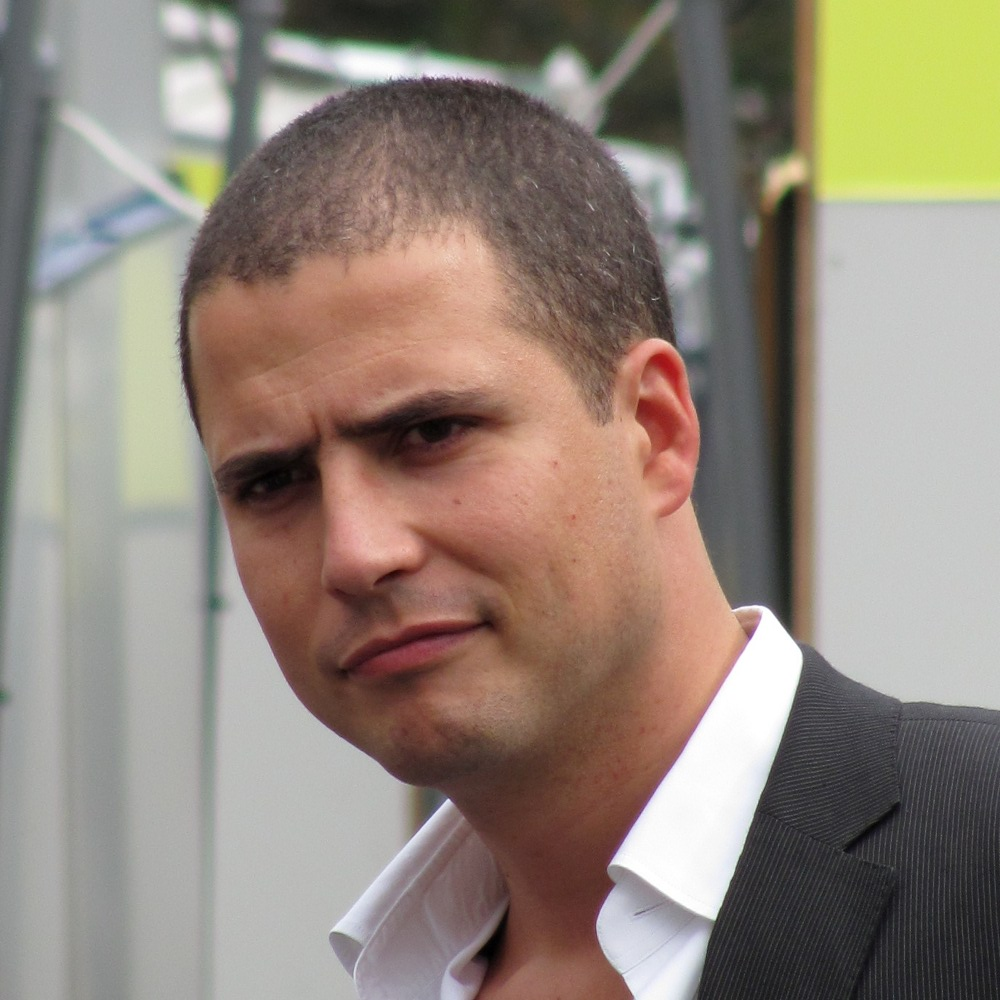
Der ex-Gato Fedorento Ricardo Araújo Pereira gehört dem Schattenkabinett an

Programa Cujo Nome Estamos Legalmente Impedidos de Dizer (portugiesisch für „Programm, dessen Namen wir rechtlich nicht nennen dürfen“), bis 2021 Governo Sombra (portugiesisch für „Schattenkabinett“) genannt, ist eine satirisch-kabarettistische Radio- und Fernsehsendung in Portugal. Sie ist eine Talkshow, die in Form von Debatten und Podiumsdiskussionen aktuelle Ereignisse auf humorvolle oder ironische Weise behandelt.
Das Programm wird von Carlos Vaz Marques unter Beteiligung von João Miguel Tavares, Pedro Mexia und Ricardo Araújo Pereira als vorgebliche Minister einer fiktiven Schattenregierung moderiert. Das Programm wird seit 2008 auf dem Radiosender TSF ausgestrahlt und wurde zwischen 2012 und 2019 auch vom Fernsehsender TVI 24 gezeigt. Am 3. Januar 2020, als Ricardo Araújo Pereira von TVI zu SIC ging, wechselte das Debattenprogramm ins SIC-Hauptprogramm und wird dort, seit der Premiere auf dem neuen Kanal am 10. Januar 2020, zur bereits vorher üblichen Zeit am Freitagabend gesendet.
2017 gewann das Programm den Autorenpreis der Portugiesischen Gesellschaft der Autoren für das beste Radioprogramm.
Nach Ausbruch der COVID-19-Pandemie in Portugal ab dem 2. März 2020 und den folgenden Ausgangsbeschränkungen begann auch das Governo Sombra-Team, sich einzeln von zuhause aus zu Sendungen zusammenzuschalten und dies auch im Internet zu veröffentlichen.